# Quận của tỉnh Drôme
3 quận của tỉnh Drôme gồm:
1. Quận Die, (quận lỵ: Die) với 9 tổng và 104 xã. Dân số của quận này là 35.207 người năm 1990, 37.733 người năm 1999, tăng trưởng dân số là 7.17%.
2. Quận Nyons, (quận lỵ: Nyons) với 7 tổng và 101 xã. Dân số của quận này là 58.495 người năm 1990, và 62.025 người năm 1999, tăng trưởng dân số là 6.03%.
3. Quận Valence, (tỉnh lỵ của tỉnh Drôme: Valence) với 20 tổng và 164 xã. Dân số của quận này là 320.370 người năm 1990, và 338.020 người năm 1999, tăng trưởng dân số là 5.51%.